# Zeiraphera isertana
Zeiraphera isertana là một loài bướm đêm thuộc họ Tortricidae. Nó được tìm thấy ở châu Âu và Cận Đông.
Sải cánh dài 13–18 mm. Con trưởng thành bay từ tháng 7 đến tháng 8. .
Ấu trùng ăn oak leaves.